# Vacanze sulla spiaggia
Vacanze sulla spiaggia (Beach Party) è un film del 1963 diretto da William Asher.
È un film commedia statunitense con Robert Cummings, Dorothy Malone e Frankie Avalon. È un film indirizzato ai giovani e ambientato durante l'estate del 1962 su una spiaggia della California, dove un antropologo, il professor Robert Orville Sutwell, sta segretamente studiando le abitudini amorose dei "selvaggi" adolescenti californiani e il loro strano gergo. Il film è ricordato per la sua colonna sonora originale e vede i cameo di Vincent Price e Elizabeth Montgomery.

## Trama
Il professor Sutwell è un antropologo che sta studiando segretamente le abitudini amorose degli adolescenti californiani e il loro gergo del surf.

## Produzione
Il film, diretto da William Asher su una sceneggiatura di Lou Rusoff, fu prodotto da James H. Nicholson e dallo stesso Rusoff per la American International Pictures e la Alta Vista Productions e girato a Malibù in California da febbraio a marzo del 1963 con un budget stimato in 350.000 dollari.

## Distribuzione
Il film fu distribuito negli Stati Uniti dal 7 agosto 1963 al cinema dalla American International Pictures.
Alcune delle uscite internazionali sono state:
- negli Stati Uniti il 14 luglio 1963 (première)
- in Brasile il 16 settembre 1963 (A Praia dos Amores)
- in Francia il 4 dicembre 1963
- in Svezia il 27 gennaio 1964
- in Italia il 5 marzo 1964
- in Finlandia il 1º maggio 1964 (Rantahipat)
- ad Hong Kong il 14 maggio 1964
- in Giappone il 27 giugno 1964
- in Germania il 20 settembre 2003 (in prima TV)
- in Spagna (Escándalo en la playa)
- in Grecia (Skandala sto Palm Beach)
- in Italia (Vacanze sulla spiaggia)

## Promozione
Le tagline sono:
- "When 10,000 kids meet on 5,000 Beach Blankets... something's bound to happen!".
- "The perfect summer when the urge meets the surge!".

## Sequel
Vacanze sulla spiaggia è il capostipite di una serie di film, prodotti dalla American International Pictures, che hanno la stessa impostazione e lo stesso target (indirizzati agli adolescenti) e che, anche se non si possono considerare seguiti veri e propri, fanno parte del filone dei beach party movies prodotti dalla stessa compagnia, con gli stessi personaggi o molto simili (giovani in cerca del divertimento), con lo stesso cast (a volte i nomi dei personaggi sono diversi) e con la stessa ambientazione (principalmente la spiaggia e la località balneare ma due film della serie sono ambientati in montagna e in una casa infestata dai fantasmi).
- Muscle Beach Party (1964)
- Bikini Beach (1964)
- Pigiama party (Pajama Party) (1964)
- Una sirena sulla spiaggia (Beach Blanket Bingo) (1965)
- Ski Party (1965)
- How to Stuff a Wild Bikini (1965)
- Fireball 500 (1965)
- Il Dr. Goldfoot e il nostro agente 00... e un quarto (Dr. Goldfoot and the Bikini Machine) (1965)
- Il castello delle donne maledette (The Ghost in the Invisible Bikini) (1966)